# Gammelstadsfjärden
Gammelstadsfjärden (finska: Vanhankaupunginselkä), ibland kallad Gammelstadsviken, är en fjärd i Helsingfors. Stadsdelarna Sörnäs, Hermanstad, Arabiastranden, Gammelstaden, Viksstranden, Västra Hertonäs och Brändö ligger kring Gammelstadsfjärden.

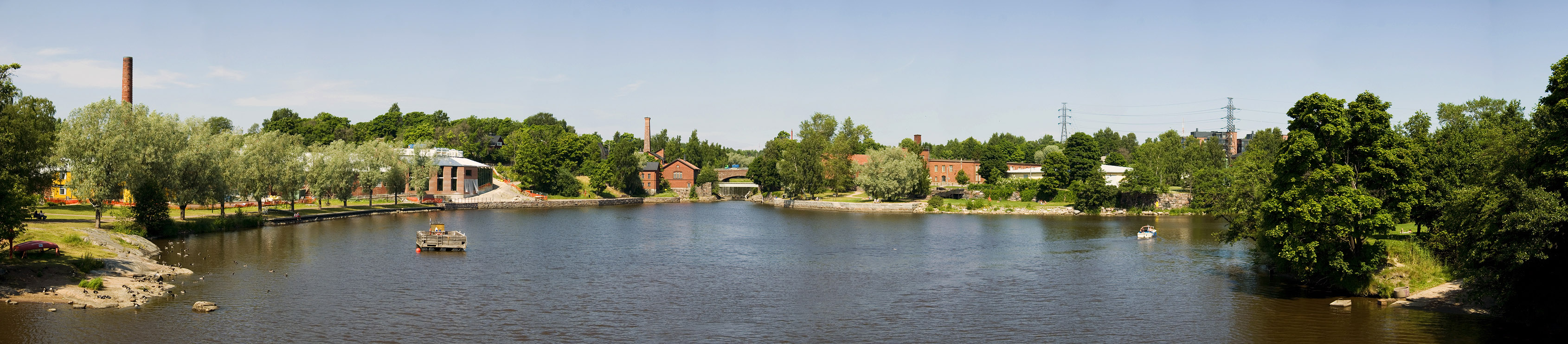
Den nordligaste delen av Gammelstadsfjärden vid Gammelstadsforsen.